# Équipe de Tunisie féminine de rugby à sept
L'équipe de Tunisie féminine de rugby à sept est la sélection qui représente la Tunisie lors des compétitions internationales de rugby à sept. Elle participe à la coupe du monde, à la série mondiale féminine de rugby à sept et au championnat d'Afrique.

## Palmarès

### Coupe du monde
| 2009  | Non qualifiée            | Non qualifiée | Non qualifiée | Non qualifiée | Non qualifiée | Non qualifiée |
| 2013  | Quart de finale de plate | 13e           | 4             | 0             | 4             | 0             |
| 2018  | Non qualifiée            | Non qualifiée | Non qualifiée | Non qualifiée | Non qualifiée | Non qualifiée |
| Total | 0 titre                  | 1/3           | 4             | 0             | 4             | 0             |

### Championnat d'Afrique
| 2013 | Finale      | 2e | 4 | 3 | 1 | 0 |
| 2014 | Demi-finale | 3e | 5 | 4 | 1 | 0 |
| 2015 | Demi-finale | 3e | 6 | 4 | 2 | 0 |
| 2016 | Poules      | 5e | 4 | 2 | 2 | 0 |
| 2017 | Demi-finale | 3e | 6 | 4 | 2 | 0 |
| 2018 | Demi-finale | 3e | 5 | 3 | 1 | 1 |
| 2019 | Demi-finale | 4e | 6 | 3 | 3 | 0 |
| 2022 | Demi-finale | 3e | 5 | 3 | 0 | 2 |
| 2023 | Poules      | 6e | 5 | 2 | 0 | 3 |

### Jeux africains
| 2023 | Poule | 3e | 4 | 3 | 1 | 0 |

### Championnat arabe
La Tunisie remporte le championnat arabe féminin de rugby à sept (en) en 2022 en Tunisie, en 2023 aux Émirats arabes unis, en 2024 en Arabie saoudite et en 2025 en Égypte.